# Teledurazzo
Teledurazzo è una sit-com ideata e diretta da Gennaro Nunziante e Vito Capuano nel 1993.

## Trama
La sit-com, con protagonisti il duo comico Toti e Tata, è incentrata sul far imparare la lingua italiana agli albanesi. Il quiz è composto da alcune domande su alcuni temi fatte ad improbabili concorrenti. La puntata inizia con una gag di Mazza con uno dei personaggi come il posteggiatore abusivo e il compagno FGCI. All'interno è presente anche uno spazio della lingua italiana con il gioco "Nomi, cose, città" dove a telefonare sono sempre gli stessi bambini (impersonati da Ciro Ciuffino) e spesso la telefonata si conclude in malo modo (lancio dei premi da Mazza con offese, nella quale Ciro Ciuffino grida perché rifiuta i premi messi in palio preferendo i biglietti del cinema o di Rossana Doll). All'interno della trasmissione ci sono le incursioni dell'eccentrico attore Carmelo Meglio (omaggio all'attore Carmelo Bene) che tratta sempre la madre in malo modo, del poeta Mino Pausa che recita le sue poesie dal carattere tragicomico e del cantante Piero Scamarcio, autore della compilation "Ricover" (sono vari brani di successo internazionali tradotti in italiano alla lettera). Non mancano inoltre degli intermezzi musicali (con tanto di sketch comici) dei Resti dell'orchestra del Teatro Petruzzelli. Alla fine di ogni puntata Ciro lancia una delle strisce delle vignette disegnate da Romito, nella quale è l'unico a ridere mentre tutti gli altri se ne vanno in silenzio.

## Citazioni
All'interno della sit-com ci sono varie citazioni. I concorrenti spesso si ispirano a personaggi famosi copiando il cognome tipo Romano Gagarin ispirato all'aviatore Jurij Gagarin, Romano Bono Vox ispirato a Bono, Romano Baggio ispirato al calciatore Roberto Baggio, Romano Barbato ispirato al conduttore televisivo Andrea Barbato, Giacinto Marceau ispirato al mimo francese Marcel Marceau, Giacinto Lee ispirato all'attore e artista marziale Bruce Lee, Giacinto Casanova ispirato allo scrittore e poeta Giacomo Casanova e Giacinto Malcolm X 1-2 ispirato all'attivista statunitense Malcolm X.

## Trasmissione televisiva
La sitcom è stata trasmessa per la prima volta su Teledue dal 5 aprile all'8 maggio 1993. Dopo un po' di anni di assenza dagli schermi televisivi la trasmissione è stata riproposta dal 29 aprile all'8 giugno 2013 su Telenorba 8. È stata nuovamente riproposta in replica dal 30 marzo al 14 aprile 2020 su Telenorba.

## Sigla di coda
La sigla di coda di Teledurazzo è tratta dalla canzone Meraviglioso di Domenico Modugno, dove vengono trasmesse le immagini dell'attracco della Vlora e lo sbarco di 20.000 albanesi a Bari nell'agosto del 1991.

## Curiosità
- Durante la trasmissione di Teledurazzo, gli albanesi non presero affatto bene l'ironia della sit com (la scenografia è rappresentata nella zona quiz da 2 cassonetti della spazzatura con la bandiera italiana e albanese), tanto che arrivò a Roma una lettera di protesta nei confronti degli attori e degli autori, pretendendo scuse ufficiali.